# Chloroclystis costicavata
Espèce
Chloroclystis costicavata est une espèce de lépidoptères (papillons) de la famille des Geometridae.
Cette espèce est endémique de La Réunion et de l'île Maurice. Son envergure est d'environ 12-15 mm.
Ses chenilles se nourrissent de Lantana camara (Verbenaceae).